# Río Qu'Appelle
El río Qu'Appelle es un río ubicado al sur de Saskatchewan en Canadá. Su curso mide aproximadamente 435 km de longitud y fluye al Este a través de varios lagos y reservas indias, cruzando de un lado a otro los límites de Manitoba, y desaguando en el río Assiniboine.
Su nombre francés, que significa «el que llama», deriva de su nombre en idioma cree Kah-tep-was ("río que llama"), haciendo referencia a las lamentaciones de un legendario espíritu que supuestamente se atormenta en sus aguas. Alguna vez fue una región dedicada al mercado de las pieles, aunque su cuenca es ahora labrada para el cultivo de trigo.
- Datos: Q391566
- Multimedia: Qu'Appelle River / Q391566